# 加尔省圣马梅尔
加尔省圣马梅尔（法語：Saint-Mamert-du-Gard），或纯音译为圣马梅尔迪加尔，是法国加尔省的一个市镇，位于该省中部略偏西，属于尼姆区。该市镇总面积14.35平方公里，2009年时的人口为1437人。

## 人口
加尔省圣马梅尔人口变化图示